# Estació de Sant Miquel de Fluvià
Sant Miquel de Fluvià és una estació de ferrocarril propietat d'adif situada a l'oest de la població de Sant Miquel de Fluvià, a la comarca catalana de l'Alt Empordà. L'estació es troba a la línia Barcelona-Girona-Portbou i hi tenen parada trens de la línia R11 dels serveis regionals de Rodalies de Catalunya, operats per Renfe Operadora.
Aquesta estació de la línia de Girona va entrar en servei l'any 1877 quan va entrar en servei el tram construït per la Companyia dels Ferrocarrils de Tarragona a Barcelona i França (TBF) entre Girona i Figueres. Tot i que l'edifici va ser concebut com a provisional, diferenciant-se estructuralment d'altres de la línia, ha perdurat i encara es conserva.
L'any 2016 va registrar l'entrada de 12.000 passatgers.

## Serveis ferroviaris
| Procedència/Destinació                     | <         | Línia | >         | Procedència/Destinació                 |
| ------------------------------------------ | --------- | ----- | --------- | -------------------------------------- |
| Rodalia de Girona                          |           |       |           |                                        |
| L'Hospitalet de Llobregat                  | Camallera |       | Vilamalla | Figueres Portbou                       |
| Serveis regionals de Rodalies de Catalunya |           |       |           |                                        |
| Barcelona-Sants                            | Camallera |       | Vilamalla | Figueres Portbou Cervera de la Marenda |

Rodalia de Girona
El Pla de Transport de Viatgers de Catalunya (PTVC) 2008-2012 preveu la creació d'una xarxa de rodalia a Girona, aquesta estació seria una de les estacions on trens de rodalia tindrien parada.